# Synagelides martensi
Synagelides martensi är en spindelart som beskrevs av Andrzej Bohdanowicz 1987. Synagelides martensi ingår i släktet Synagelides och familjen hoppspindlar. Inga underarter finns listade i Catalogue of Life.